# Encamisada de Falset
La Encamisada de Falset es una fiesta celebrada en el municipio de Falset, Tarragona (España) durante el fin de semana más cercano al día de San Antonio Abad, es decir en la segunda o tercera semana de enero. La fiesta, declarada Fiesta Tradicional de Interés Nacional, puede considerarse una variedad de las festividades de las Tres Vueltas (Tres Tombs), aunque se distingue de ellas por el trasfondo legendario que la motiva y por la forma en que se organiza en la actualidad.
Durante La Encamisada de Falset los habitantes del municipio salen a la calle en indumentaria tradicional acompañados de sus animales de granja o subidos a carros tradicionalmente adornados, para dar vueltas por la ciudad (siguiendo la costumbre catalana de las vueltas). La diferencia con las fiestas de las tres vueltas radica en que el trasfondo legendario que va más allá de la bendición de animales por San Antón. Se trata de la conmemoración de la victoria del pueblo de Falset contra tropas invasoras el mismo día de San Antón (17 de enero).

## Origen
Según la tradición, los orígenes de la fiesta remontan a comienzos del siglo XVIII o XIX y se atribuyen a una victoria de los falsetenses sobre tropas enemigas que tenían cercada la villa, gracias a una encamiada realizada la noche de San Antón. Con dicho término se refiere a un ataque nocturno por sorpresa, y en el caso de Falset bajo amparo de la niebla, llevando camisas blancas para distinguirse del enemigo, una maniobra militar que acabaría dando nombre a varias fiestas de similares raíces legendarias por toda España. No está claro si lo lugareños se enfrentaron a tropas napoleónicas (hacia el 1810) o a tropas castellanas durante la guerra de sucesión (1701 a 1715). Particularmente en esta batalla, el hecho de llevar camisas blancas permitía que los atacantes se camuflaran en la niebla y de este modo hicieran mella en las tropas enemigas.
Los elementos comunes en las festividades de San Antón (la bendición de animales, los demonios, carruajes, adornos y vestuario) están presentes en la Encamisada de Falset al menos desde mitades del siglo XIX, mientras que la palabra «encamisada» se ha usado para la cabalgata desde que empezara a emplearse en este tipo de eventos a principios del siglo XX. Desde entonces, la fiesta ha sido celebrada ininterrumpidamente, salvo durante la guerra civil, y a partir de 1970 el nombre Encamisada ha ido englobando el conjunto de actos festivos relacionados con San Antonio (más allá de la cabalgata y las vueltas).

## Descripción
La fiesta comienza el sábado al mediodía con un repique de campanas y lanzamiento de cohetes que dan comienzo a las festividades. Por la noche, los participantes con sus caballerías y carros se reúnen delante de la bodega de la Cooperativa, de donde parte en dirección de la iglesia el desfile encabezado por los demonios seguidos por la banda de música, los carruajes, incluido el carro del Santo, las pequeñas caballerías y cerrando el desfile el tradicional pendón llevado por los solteros y las doncellas. Este cortejo, con los demonios enfrente, tiene referencias documentadas del año 1885. La inclusión del baile de los diablos hasta nuestros días en la fiesta falsetense, que sigue el modelo tradicional del Bajo Campo y el Priorato, es uno de los rasgos importantes de la celebración que le confiere valor patrimonial.
El domingo por la mañana se lleva a cabo la misa mayor con la popular bendición de animales en la Plaza de la Iglesia (Pla de l’Església), una vez que se hayan reunido las caballerías y carruajes procedentes también de la bodega de la Cooperativa. Al finalizar el oficio, se sacan las portaderas con los panecillos de San Antonio (panets de Sant Antoni), y tras bendecirlas en la plaza se venden al público, siendo uno de los atractivos de la ceremonia y un principal recursos para la financiación de la fiesta. En el acto de bendición, más allá de los animales de tiro (caballos, mulas o asnos), los aldeanos llevan también a sus mascotas para ser bendecido. La ceremonia culmina con un desayuno popular, que incluye el famoso vino de la población. Después, caballerías y carruajes continúan desfilando por el pueblo y los más valientes llevan el santo a la ermita situada a dos kilómetros de la villa.
Tanto el sábado por la tarde como a lo largo del día de domingo, los falsetenses, niños y adultos, llevando la camisa de hilo blanca y ataviados con la indumentaria tradicional (mujeres: alpargatas, gandallas, mitones, etc.; hombres: barretinas, chalecos y fajas), suben a sus carros adornados de elementos de la vida rural y la naturaleza y atados a los animales de tiro, hoy en día normalmente alquilados para la ocasión, para recorrer las calles de Falset. El destino del de este tradicional pasacalle es siempre la iglesia de Santa María, donde se realiza también la bendición de animales y de los panes, repartidos luego por los carruajes. Durante el ofertorio se ha popularizado la costumbre de bailar la jota de Falset sobre el presbiterio, por delante del altar.
La fiesta finaliza con el último pasacalle, acompañando a los animales y carruajes de vuelta a sus lugares de origen, y con el acto final de llevar la imagen del Santo de vuelta a la ermita de San Gregorio, a las afueras del pueblo..